# Mistrzostwa Świata w Hokeju na Lodzie 2008 (II Dywizja)
Mistrzostwa Świata w Hokeju na Lodzie II dywizji 2008 odbyły się w dwóch państwach: Rumunii (Miercurea-Ciuc) oraz w Australii (Newcastle). Zawody odbyły się w dniach 7–13 kwietnia. Był to 12. turniej o awans do II dywizji mistrzostw świata (wcześniej grupy C).
W tej części mistrzostw uczestniczyło 12 drużyn, które podzielono na dwie grupy, w których rozgrywały mecze systemem każdy z każdym. Najlepsze drużyny awansowały do I dywizji. Najgorsze spadły do III dywizji.
Hale, w których odbyły się zawody to:
- Vákár Lajos (Miercurea-Ciuc)
- HISS Arena (Newcastle).

## Grupa A

### Wyniki
| 7 kwietnia 2008 | Irlandia | 1:13 | ' Serbia | Vákár Lajos, Miercurea-Ciuc |

| Szczegóły      | Szczegóły               | Szczegóły       | Szczegóły | Szczegóły                       |
| -------------- | ----------------------- | --------------- | --- | ------------------------------- |
| Godzina: 13:30 | G. Mac Neill 06:21 (PP) | (1:2, 0:3, 0:8) | 17:31 (PP) M. Kovačević 18:45 (PP) A. Kosić 20:59 (PP) A. Kosić 32:46 (EQ) M. Kovačević 33:03 (EQ) I. Tumbas 41:46 (EQ) M. Kovačević 44:52 (EQ) A. Kosić 45:35 (PP) F. Nadaški 52:31 (PP) M. Kovačević 54:51 (EQ) B. Ziđarević 55:24 (EQ) A. Kosić 55:40 (EQ) P. Milosavljević 57:01 (EQ) B. Janković | Sędzia główny: Morgan Johansson |

| 7 kwietnia 2008 | Belgia | 8:1 | Bułgaria | Vákár Lajos, Miercurea-Ciuc |

| Szczegóły      | Szczegóły | Szczegóły       | Szczegóły                 | Szczegóły                     |
| -------------- | --- | --------------- | ------------------------- | ----------------------------- |
| Godzina: 17:00 | V. Morgan 03:13 (SH) V. Morgan 05:38 (EQ) S. Lipsonen 11:00 (PP) D. Geerts 13:35 (PP) S. van Buren 31:05 (EQ) B. Vercammen 41:58 (PP) V. Morgan 56:09 (PP) M. Morgan 56:46 (EQ) | (4:0, 1:1, 3:0) | 35:55 (PP) P. Chadżitonew | Sędzia główny: Ruud van Baast |

| 7 kwietnia 2008 | Izrael | 0:13 | Rumunia | Vákár Lajos, Miercurea-Ciuc |

| Szczegóły      | Szczegóły | Szczegóły       | Szczegóły | Szczegóły                       |
| -------------- | --------- | --------------- | --- | ------------------------------- |
| Godzina: 20:30 |           | (0:4, 0:5, 0:4) | 12:15 (EQ) M. Petres 14:44 (EQ) A. Góga 18:14 (EQ) A. Borsos 19:00 (EQ) R. Péter 22:02 (EQ) Z. Antal 26:40 (EQ) I. Timaru 30:36 (EQ) A. Borsos 36:06 (EQ) E. Mihály 38:50 (EQ) M. Petres 42:10 (EQ) E. Mihály 45:51 (SH) C. Virág 51:40 (EQ) L. Vargyas 56:40 (EQ) Z. Antal | Sędzia główny: Claudio Pianezze |

| 8 kwietnia 2008 | Bułgaria | 7:4 | Irlandia | Vákár Lajos, Miercurea-Ciuc |

| Szczegóły      | Szczegóły | Szczegóły       | Szczegóły                                                                                 | Szczegóły                      |
| -------------- | --- | --------------- | ----------------------------------------------------------------------------------------- | ------------------------------ |
| Godzina: 13:30 | A. Jotow 02:23 (PP) A. Jotow 07:40 (EQ) S. Simeonow 21:05 (PP) B. Błagoew 43:20 (EQ) A. Jotow 52:48 (EQ) R. Morgunow 54:33 (PP) A. Jotow 55:36 (EQ) | (2:1, 1:1, 4:2) | 18:36 (PP) M. Morrison 24:48 (PP) M. Morrison 40:36 (EQ) M. Morrison 45:49 (PP) A. McCaul | Sędzia główny: Igor Chernyshov |

| 8 kwietnia 2008 | Rumunia | 10:0 | Serbia | Vákár Lajos, Miercurea-Ciuc |

| Szczegóły      | Szczegóły | Szczegóły       | Szczegóły | Szczegóły                     |
| -------------- | --- | --------------- | --------- | ----------------------------- |
| Godzina: 17:00 | E. Mihály 08:28 (EQ) L. Zsók 08:50 (EQ) A. Borsos 15:06 (PP) A. Borsos 20:57 (EQ) E. Moldován 25:58 (EQ) Z. Antal 30:17 (EQ) I. Timaru 39:47 (PP) A. Borsos 40:29 (EQ) A. Borsos 48:43 (SH) I. Timaru 57:53 (EQ) | (3:0, 4:0, 3:0) |           | Sędzia główny: Ruud van Baast |

| 8 kwietnia 2008 | Belgia | 6:3 | Izrael | Vákár Lajos, Miercurea-Ciuc |

| Szczegóły      | Szczegóły | Szczegóły       | Szczegóły                                                            | Szczegóły                       |
| -------------- | --- | --------------- | -------------------------------------------------------------------- | ------------------------------- |
| Godzina: 20:30 | M. Morgan 10:44 (EQ) D. Geerts 11:05 (EQ) V. Morgan 20:45 (PP) D. Geerts 29:08 (EQ) V. Morgan 39:19 (SH) V. Morgan 56:09 (SH) | (2:2, 3:1, 1:0) | 00:57 (EQ) E. Oosterhuis 16:39 (PP) E. Oosterhuis 33:38 (EQ) S. Levy | Sędzia główny: Morgan Johansson |

| 10 kwietnia 2008 | Belgia | 9:1 | Irlandia | Vákár Lajos, Miercurea-Ciuc |

| Szczegóły      | Szczegóły | Szczegóły       | Szczegóły            | Szczegóły                       |
| -------------- | --- | --------------- | -------------------- | ------------------------------- |
| Godzina: 13:30 | N. de Herdt 00:51 (EQ) S. van Buren 02:24 (EQ) B. Vercammen 15:34 (EQ) S. van Buren 24:02 (SH) S. van Buren 27:49 (EQ) B. Vercammen 32:40 (EQ) D. Steijnen 33:07 (EQ) N. de Herdt 40:51 (PP) S. van Buren 56:53 (EQ) | (3:0, 4:1, 2:0) | 21:44 (EQ) S. Hamill | Sędzia główny: Claudio Pianezze |

| 10 kwietnia 2008 | Izrael | 1:4 | Serbia | Vákár Lajos, Miercurea-Ciuc |

| Szczegóły      | Szczegóły              | Szczegóły       | Szczegóły                                                                          | Szczegóły                      |
| -------------- | ---------------------- | --------------- | ---------------------------------------------------------------------------------- | ------------------------------ |
| Godzina: 17:00 | M. Birbraer 08:03 (EQ) | (1:0, 0:3, 0:1) | 29:38 (EQ) D. Pajić 33:04 (EQ) S. Ilić 39:23 (SH) B. Gabrić 54:12 (EQ) M. Sretović | Sędzia główny: Igor Chernyshov |

| 10 kwietnia 2008 | Rumunia | 16:0 | Bułgaria | Vákár Lajos, Miercurea-Ciuc |

| Szczegóły      | Szczegóły | Szczegóły       | Szczegóły | Szczegóły                       |
| -------------- | --- | --------------- | --------- | ------------------------------- |
| Godzina: 20:30 | A. Góga 00:15 (EQ) I. Timaru 03:19 (EQ) M. Petres 09:02 (EQ) R. Péter 12:48 (EQ) C. Virág 15:11 (PP) C. Geru 16:54 (EQ) E. Moldován 18:02 (EQ) L. Vargyas 24:27 (PP) C. Geru 34:23 (EQ) A. Borsos 34:59 (EQ) A. Góga 36:51 (EQ) M. Petres 50:36 (EQ) R. Péter 51:57 (EQ) J. Adorjan 55:23 (EQ) A. Góga 57:29 (EQ) R. Lupașcu 59:40 (EQ) | (7:0, 4:0, 5:0) |           | Sędzia główny: Morgan Johansson |

| 11 kwietnia 2008 | Serbia | 4:5 pk. | Belgia | Vákár Lajos, Miercurea-Ciuc |

| Szczegóły      | Szczegóły                                                                                | Szczegóły                 | Szczegóły | Szczegóły                     |
| -------------- | ---------------------------------------------------------------------------------------- | ------------------------- | --- | ----------------------------- |
| Godzina: 13:30 | D. Nadaški 05:14 (EQ) M. Kovačević 08:12 (EQ) A. Kosić 13:23 (PS) M. Sretović 38:07 (PP) | (3:1, 1:2, 0:1, 0:0, 0:1) | 19:04 (EQ) B. Vercammen 23:51 (EQ) W. Szarzinsky 30:28 (PP) S. Lipsonen 53:49 (EQ) D. Steijnen 65:00 (PS) N. de Herdt | Sędzia główny: Ruud van Baast |

| 11 kwietnia 2008 | Bułgaria | 4:5 pd. | Izrael | Vákár Lajos, Miercurea-Ciuc |

| Szczegóły      | Szczegóły                                                                                  | Szczegóły            | Szczegóły                                                                                                   | Szczegóły                       |
| -------------- | ------------------------------------------------------------------------------------------ | -------------------- | --- | ------------------------------- |
| Godzina: 17:00 | M. Bojadżiew 00:43 (EQ) M. Miłanow 25:08 (PP) B. Błagoew 48:02 (EQ) R. Stefanow 49:45 (EQ) | (1:2, 1:0, 2:2, 0:1) | 17:30 (SH) Y. Knitter 19:09 (EQ) S. Frenkel 41:55 (EQ) A. Geller 46:48 (PP) R. Larin 60:28 (EQ) M. Birbraer | Sędzia główny: Claudio Pianezze |

| 11 kwietnia 2008 | Irlandia | 1:21 | Rumunia | Vákár Lajos, Miercurea-Ciuc |

| Szczegóły      | Szczegóły            | Szczegóły       | Szczegóły | Szczegóły                      |
| -------------- | -------------------- | --------------- | --- | ------------------------------ |
| Godzina: 20:30 | A. McCaul 23:46 (EQ) | (0:7, 1:5, 0:9) | 03:55 (PP) R. Péter 05:40 (SH) C. Geru 07:15 (EQ) R. Péter 12:14 (PP) I. Timaru 15:34 (PP) J. Adorjan 18:03 (SH) M. Petres 19:33 (PP) C. Flueraş 20:42 (PP) A. Borsos 21:50 (EQ) C. Virág 28:23 (EQ) J. Adorjan 31:04 (EQ) B. Flinta 35:18 (PP) A. Góga 40:53 (SH) A. Góga 44:12 (PP) L. Zsók 52:45 (EQ) C. Geru 54:15 (EQ) C. Geru 55:20 (EQ) M. Petres 55:43 (EQ) R. Péter 56:36 (SH) J. Adorjan 59:04 (EQ) L. Vargyas 59:50 (EQ) E. Moldován | Sędzia główny: Igor Chernyshov |

| 13 kwietnia 2008 | Serbia | 11:2 | Bułgaria | Vákár Lajos, Miercurea-Ciuc |

| Szczegóły      | Szczegóły | Szczegóły       | Szczegóły                                    | Szczegóły                       |
| -------------- | --- | --------------- | -------------------------------------------- | ------------------------------- |
| Godzina: 13:30 | M. Sretović 04:31 (EQ) M. Kovačević 06:41 (EQ) P. Milosavljević 07:04 (EQ) B. Ziđarević 09:37 (EQ) M. Kovačević 15:01 (EQ) B. Janković 19:59 (EQ) P. Milosavljević 22:04 (PP) A. Kosić 28:16 (EQ) B. Janković 28:30 (EQ) N. Raković 31:08 (EQ) B. Janković 34:25 (EQ) | (6:0, 5:0, 0:2) | 51:21 (EQ) G. Mładenow 59:17 (EQ) B. Błagoew | Sędzia główny: Claudio Pianezze |

| 13 kwietnia 2008 | Izrael | 7:1 | Irlandia | Vákár Lajos, Miercurea-Ciuc |

| Szczegóły      | Szczegóły | Szczegóły       | Szczegóły            | Szczegóły                     |
| -------------- | --- | --------------- | -------------------- | ----------------------------- |
| Godzina: 17:00 | M. Birbraer 14:05 (EQ) O. Zamir 17:47 (PP) M. Birbraer 23:29 (EQ) A. Geller 25:52 (EQ) E. Oosterhuis 34:13 (EQ) S. Frenkel 35:48 (SH) M. Birbraer 55:24 (EQ) | (2:0, 4:1, 1:0) | 29:32 (EQ) G. Martin | Sędzia główny: Ruud van Baast |

| 13 kwietnia 2008 | Rumunia | 5:1 | Belgia | Vákár Lajos, Miercurea-Ciuc |

| Szczegóły      | Szczegóły                                                                                                 | Szczegóły       | Szczegóły            | Szczegóły                                    |
| -------------- | --- | --------------- | -------------------- | -------------------------------------------- |
| Godzina: 20:30 | 10:02 (PP) J. Adorjan 18:15 (EQ) I. Timaru 20:51 (PP) I. Timaru 48:33 (EQ) M. Petres 58:01 (EQ) A. Borsos | (2:1, 1:0, 2:0) | 16:21 (PP) M. Morgan | Widzów: 1100 Sędzia główny: Morgan Johansson |

### Tabela
Lp. = lokata, M = liczba rozegranych spotkań, W = Wygrane, WpD = Wygrane po dogrywce lub karnych, PpD = Porażki po dogrywce lub karnych, P = Porażki, G+ = Gole strzelone, G- = Gole stracone, Pkt = Liczba zdobytych punktów
| Lp. | Drużyna  | M | W | WpD | PpD | P | G+ | G- | Pkt |
| --- | -------- | - | - | --- | --- | - | -- | -- | --- |
| 1.  | Rumunia  | 5 | 5 | 0   | 0   | 0 | 65 | 2  | 15  |
| 2.  | Belgia   | 5 | 3 | 1   | 0   | 1 | 29 | 14 | 11  |
| 3.  | Serbia   | 5 | 3 | 0   | 1   | 1 | 32 | 19 | 10  |
| 4.  | Izrael   | 5 | 1 | 1   | 0   | 3 | 16 | 28 | 5   |
| 5.  | Bułgaria | 5 | 1 | 0   | 1   | 3 | 14 | 44 | 4   |
| 6.  | Irlandia | 5 | 0 | 0   | 0   | 5 | 8  | 57 | 0   |

## Grupa B

### Wyniki
| 7 kwietnia 2008 | Hiszpania | 4:5 pk. | Chiny | HISS Arena |

| Szczegóły      | Szczegóły                                                                                 | Szczegóły                 | Szczegóły                                                                                       | Szczegóły                       |
| -------------- | ----------------------------------------------------------------------------------------- | ------------------------- | ----------------------------------------------------------------------------------------------- | ------------------------------- |
| Godzina: 13:00 | D. Almendros 03:15 (PP) A. Pedraz 24:51 (EQ) P. Muñoz 29:17 (PP) G. Echevarria 54:17 (PS) | (1:0, 2:3, 1:1, 0:0, 0:1) | 20:57 (EQ) Liu H. 21:47 (EQ) Wang Z. 27:47 (PP) Wang Y. 46:13 (EQ) Qu Y. D. 65:00 (PS) Zhang W. | Sędzia główny: Georgij Jablukow |

| 7 kwietnia 2008 | Nowa Zelandia | 3:6 | Islandia | HISS Arena |

| Szczegóły      | Szczegóły                                                | Szczegóły       | Szczegóły | Szczegóły                        |
| -------------- | -------------------------------------------------------- | --------------- | --- | -------------------------------- |
| Godzina: 16:30 | K. Ball 12:30 (SH) B. Lee 29:27 (PP) D. Smith 59:47 (SH) | (1:2, 1:3, 1:1) | 05:38 (EQ) E. Alengaard 17:03 (EQ) D. Heimisson 21:31 (PP) J. Gíslason 23:00 (EQ) J. Magnússon 35:03 (EQ) S. Grettisson 56:56 (EQ) S. Hrafnsson | Sędzia główny: Kazuhiko Kawamura |

| 7 kwietnia 2008 | Australia | 7:1 | Meksyk | HISS Arena |

| Szczegóły      | Szczegóły | Szczegóły       | Szczegóły            | Szczegóły                      |
| -------------- | --- | --------------- | -------------------- | ------------------------------ |
| Godzina: 20:00 | L. Webster 15:55 (EQ) A. Clayworth 18:50 (EQ) G. Oddy 23:29 (PP) J. Harding 24:29 (PP) G. Oddy 39:59 (PP) G. Oddy 53:26 (SH) B. Vigon 56:34 (EQ) | (2:0, 3:1, 2:0) | 21:05 (PP) B. Arroyo | Sędzia główny: Matthias Langle |

| 9 kwietnia 2008 | Chiny | 5:4 pk. | Islandia | HISS Arena |

| Szczegóły      | Szczegóły                                                                                       | Szczegóły                 | Szczegóły                                                                                 | Szczegóły                   |
| -------------- | ----------------------------------------------------------------------------------------------- | ------------------------- | ----------------------------------------------------------------------------------------- | --------------------------- |
| Godzina: 13:00 | Wang Z. 16:54 (EQ) Jiang J. 19:22 (EQ) Wang D. 36:56 (PP) Liu Y. 49:33 (EQ) Jiang J. 65:00 (PS) | (2:1, 1:1, 1:2, 0:0, 1:0) | 10:26 (EQ) R. Hedström 22:39 (EQ) R. Hedström 42:07 (EQ) R. Hedström 54:02 (EQ) B. Hansen | Sędzia główny: Lee Jae-hyuk |

| 9 kwietnia 2008 | Meksyk | 2:0 | Nowa Zelandia | HISS Arena |

| Szczegóły      | Szczegóły                                  | Szczegóły       | Szczegóły | Szczegóły                       |
| -------------- | ------------------------------------------ | --------------- | --------- | ------------------------------- |
| Godzina: 16:30 | D. Pineyro 19:24 (PP) B. Arroyo 36:05 (EQ) | (1:0, 1:0, 0:0) |           | Sędzia główny: Georgij Jablukow |

| 9 kwietnia 2008 | Australia | 5:3 | Hiszpania | HISS Arena |

| Szczegóły      | Szczegóły                                                                                                | Szczegóły       | Szczegóły                                                      | Szczegóły                        |
| -------------- | --- | --------------- | -------------------------------------------------------------- | -------------------------------- |
| Godzina: 20:00 | V. Rubes 03:31 (PP) C. Sekura 22:51 (EQ) M. Gough 44:32 (EQ) L. Webster 50:07 (PP) L. Webster 57:48 (PP) | (1:1, 1:2, 3:0) | 16:55 (EQ) P. Muñoz 22:36 (EQ) P. Muñoz 36:18 (SH) A. Roshchyn | Sędzia główny: Kazuhiko Kawamura |

| 10 kwietnia 2008 | Chiny | 5:3 | Meksyk | HISS Arena |

| Szczegóły      | Szczegóły                                                                                      | Szczegóły       | Szczegóły                                                          | Szczegóły                        |
| -------------- | ---------------------------------------------------------------------------------------------- | --------------- | ------------------------------------------------------------------ | -------------------------------- |
| Godzina: 13:00 | Liu H. 04:42 (PP) Lang B. 28:42 (PP) Wang Y. 33:24 (PP) Wang Z. 50:05 (EQ) Zhang W. 50:20 (EQ) | (1:3, 2:0, 2:0) | 02:37 (EQ) M. Sierra 05:31 (SH) E. Glennie 06:25 (SH) A. Cervantes | Sędzia główny: Kazuhiko Kawamura |

| 10 kwietnia 2008 | Hiszpania | 4:3 | Islandia | HISS Arena |

| Szczegóły      | Szczegóły                                                                           | Szczegóły       | Szczegóły                                                              | Szczegóły                      |
| -------------- | ----------------------------------------------------------------------------------- | --------------- | ---------------------------------------------------------------------- | ------------------------------ |
| Godzina: 16:30 | G. Betran 14:02 (PP) A. Roshchyn 25:33 (EQ) P. Gijon 28:58 (PP) J. Muñoz 38:53 (PP) | (1:0, 3:0, 0:3) | 44:00 (EQ) D. Eriksson 50:06 (EQ) S. Hrafnsson 52:17 (PP) J. Magnússon | Sędzia główny: Matthias Langle |

| 10 kwietnia 2008 | Australia | 4:2 | Nowa Zelandia | HISS Arena |

| Szczegóły      | Szczegóły                                                                             | Szczegóły       | Szczegóły                               | Szczegóły                        |
| -------------- | ------------------------------------------------------------------------------------- | --------------- | --------------------------------------- | -------------------------------- |
| Godzina: 20:00 | L. Webster 05:58 (EQ) C. Sekura 26:26 (EQ) M. Gough 41:10 (PP) T. Lovering 43:01 (EQ) | (1:0, 1:2, 2:0) | 23:06 (EQ) C. Down 31:48 (PP) B. Speirs | Sędzia główny: Kazuhiko Kawamura |

| 12 kwietnia 2008 | Meksyk | 2:4 | Hiszpania | HISS Arena |

| Szczegóły      | Szczegóły                                      | Szczegóły       | Szczegóły                                                                             | Szczegóły                      |
| -------------- | ---------------------------------------------- | --------------- | ------------------------------------------------------------------------------------- | ------------------------------ |
| Godzina: 13:00 | L. de la Vega 17:03 (EQ) E. Glennie 32:39 (PP) | (1:1, 1:2, 0:1) | 01:25 (EQ) A. Roshchyn 22:59 (EQ) P. Gijon 38:32 (EQ) G. Betran 40:33 (EQ) I. Salegui | Sędzia główny: Matthias Langle |

| 12 kwietnia 2008 | Nowa Zelandia | 2:6 | Chiny | HISS Arena |

| Szczegóły      | Szczegóły                                 | Szczegóły       | Szczegóły | Szczegóły                       |
| -------------- | ----------------------------------------- | --------------- | --- | ------------------------------- |
| Godzina: 16:30 | L. Nowland 01:47 (EQ) S. Glass 14:55 (EQ) | (2:1, 0:3, 0:2) | 19:14 (EQ) Du C. 22:12 (EQ) Li Q. 27:46 (EQ) Zhang W. 36:15 (EQ) Wang Z. 41:33 (EQ) Wang Z. 41:49 (EQ) Liu Y. | Sędzia główny: Georgij Jablukow |

| 12 kwietnia 2008 | Islandia | 0:3 | Australia | HISS Arena |

| Szczegóły      | Szczegóły | Szczegóły       | Szczegóły                                                     | Szczegóły                        |
| -------------- | --------- | --------------- | ------------------------------------------------------------- | -------------------------------- |
| Godzina: 20:00 |           | (0:1, 0:1, 0:1) | 03:37 (PP) G. Oddy 23:50 (EQ) G. Oddy 59:29 (EQ) A. Clayworth | Sędzia główny: Kazuhiko Kawamura |

| 13 kwietnia 2008 | Islandia | 4:6 | Meksyk | HISS Arena |

| Szczegóły      | Szczegóły                                                                                  | Szczegóły       | Szczegóły | Szczegóły                      |
| -------------- | ------------------------------------------------------------------------------------------ | --------------- | --- | ------------------------------ |
| Godzina: 13:00 | J. Magnússon 12:51 (EQ) B. Hansen 21:13 (PP) I. Jónsson 27:28 (PP) J. Magnússon 37:38 (EQ) | (1:4, 3:1, 0:1) | 02:29 (PP) A. Cervantes 02:57 (PP) R. Chabat 04:36 (EQ) B. Arroyo 06:04 (EQ) B. Arroyo 22:32 (EQ) A. Cervantes 58:59 (EQ) A. Cervantes | Sędzia główny: Matthias Langle |

| 13 kwietnia 2008 | Hiszpania | 5:4 | Nowa Zelandia | HISS Arena |

| Szczegóły      | Szczegóły | Szczegóły       | Szczegóły                                                                 | Szczegóły                   |
| -------------- | --- | --------------- | ------------------------------------------------------------------------- | --------------------------- |
| Godzina: 16:30 | S. Barnola 02:27 (PP) A. Gavilanes 34:36 (EQ) G. Echevarria 47:06 (EQ) S. Barnola 52:24 (SH) S. Barnola 55:07 (EQ) | (1:1, 1:0, 3:3) | 14:44 (PP) B. Lee 45:56 (EQ) S. Glass 55:26 (EQ) J. Hay 55:54 (EQ) B. Lee | Sędzia główny: Lee Jae-hyuk |

| 13 kwietnia 2008 | Chiny | 0:1 | Australia | HISS Arena |

| Szczegóły      | Szczegóły | Szczegóły       | Szczegóły             | Szczegóły                       |
| -------------- | --------- | --------------- | --------------------- | ------------------------------- |
| Godzina: 20:00 |           | (0:1, 0:0, 0:0) | 10:19 (EQ) L. Webster | Sędzia główny: Georgij Jablukow |

### Tabela
Lp. = lokata, M = liczba rozegranych spotkań, W = Wygrane, WpD = Wygrane po dogrywce lub karnych, PpD = Porażki po dogrywce lub karnych, P = Porażki, G+ = Gole strzelone, G- = Gole stracone, Pkt = Liczba zdobytych punktów
| Lp. | Drużyna       | M | W | WpD | PpD | P | G+ | G- | Pkt |
| --- | ------------- | - | - | --- | --- | - | -- | -- | --- |
| 1.  | Australia     | 5 | 5 | 0   | 0   | 0 | 20 | 6  | 15  |
| 2.  | Chiny         | 5 | 2 | 2   | 0   | 1 | 21 | 14 | 10  |
| 3.  | Hiszpania     | 5 | 3 | 0   | 1   | 1 | 20 | 19 | 10  |
| 4.  | Meksyk        | 5 | 2 | 0   | 0   | 3 | 14 | 20 | 6   |
| 5.  | Islandia      | 5 | 1 | 0   | 1   | 3 | 17 | 21 | 4   |
| 6.  | Nowa Zelandia | 5 | 0 | 0   | 0   | 5 | 11 | 23 | 0   |